# بيتر باور (سياسي)
بيتر باور (بالإنجليزية: Peter Power)‏ هو سياسي أيرلندي، ولد في 26 يناير 1966 بليمريك في جمهورية أيرلندا. حزبياً، نشط في فيانا فايل. وقد في الانتخابات العمومية الإيرلندية 2002 ‏، انتخب نائب دييل عن دائرة ليمريك الشرقية ‏ وقد انضم خلال فترته النيابية ‏ (6 يونيو 2002 – 26 أبريل 2007)  للكتلة البرلمانية فيانا فايل وفي الانتخابات العمومية الأيرلندية 2007 ‏، انتخب نائب دييل عن دائرة ليمريك الشرقية ‏ وقد انضم خلال فترته النيابية ‏ (14 يونيو 2007 – 1 فبراير 2011)  للكتلة البرلمانية فيانا فايل.